# Guildford (Automarke)
Guildford war eine britische Automarke, die nur 1920 auf dem Markt war. Hersteller war Griffith Engineering Works aus Guildford (Surrey).
Das einzige Modell war ein Cyclecar. Der Prototyp wurde mit einem V2-Motor von Blackburne ausgestattet, der 8 bhp (5,9 kW) leistete. Zu einer Serienfertigung kam es nicht.